# الاداکاتی (کی‌وای)
الاداکاتی (کی‌وای) (به انگلیسی: Aladakatti (K.Y.)) یک منطقهٔ مسکونی در هند است که در کارناتاکا واقع شده‌است.